# Ковалёв, Тимофей Фёдорович
Тимофей Фёдорович Ковалёв (19 июля 1907, дер. Молоково, Смоленская губерния — 21 декабря 1966, Горький) — Герой Советского Союза.

## Биография
Родился в 1907 году в семье бедняка, окончил три класса начальной школы. Обучился ремеслу у кустарей, с 1921 по 1928 работал в различных кустарных заведениях Монастырщины.
В 1929 призван в Красную Армию, окончил полковую школу и офицерские курсы. Участвовал в освобождении частями Красной Армии Западной Белоруссии и Западной Украины и в войне с белофиннами.
На начало Великой Отечественной войны — командир пулемётной роты на Крайнем Севере. С первых дней войны участвовал в боях на подступах к Мурманску, затем — под Сталинградом, в сражениях на Дону, в Курской битве, форсировании Десны и Днепра, в освобождении Киева. В боях с врагом был неоднократно ранен и контужен.
Указом Президиума Верховного Совета СССР «О присвоении звания Героя Советского Союза генералам, офицерскому, сержантскому и рядовому составу Красной Армии» от 10 января 1944 года за «образцовое выполнение боевых заданий командования на фронте борьбы с немецко-фашистскими захватчиками и проявленные при этом отвагу и геройство» удостоен звания Героя Советского Союза с вручением ордена Ленина и медали «Золотая Звезда».
В годы войны погибли отец Ковалёва и брат Никита (казнён гитлеровцами за организацию партизанского движения в Монастырщинском районе).
После войны вернулся к мирному труду, жил и работал в Горьком.
Скончался 21 декабря 1966 года. Похоронен на Старом Автозаводском кладбище Нижнего Новгорода.

## Награды
- Медаль «Золотая Звезда»;
- орден Ленина;
- орден Александра Невского;
- орден Отечественной войны 2 степени;
- орден Красной Звезды;
- медали.